# Termoskop
Termoskop är en äldre typ av termometer. De första termoskopen skapades på 1500-talet, långt före sprit- och kvicksilvertermometern uppfunnits. Då bestod termoskopen av ett glasrör som var igensmält i ena änden och innehöll en vattendroppe i mitten. Vid uppvärmning steg droppen och vid avkylning sjönk den. Omkring år 1600 demonstrerade Galileo Galilei ett termoskop där glasröret innehöll en glasbubbla.
Termoskopet har beskrivits som urtypen för den moderna gastermometern.
Galileotermometer, uppkallad efter Galileo Galilei, är en termometer gjord av en glascylinder innehållande en klar vätska. I vätskan finns flera olika vikter. Ofta är dessa vikter glasbehållare med färgad vätska för effektens skull. Då vätskans temperatur ändras, ändras också dess densitet och vikterna åker upp eller ner för att sedan stanna där deras densitet är lika med den omgivande vätskans densitet. Om vikterna skiljer sig åt mycket lite och vikterna ordnas så att den med lägst densitet är överst och den med högst densitet är underst, kan de bilda en temperaturskala.
Temperaturen avläses oftast på en graverad metallbit på varje vikt. Den understa av vikterna i toppen på behållaren indikerar omgivningens temperatur.

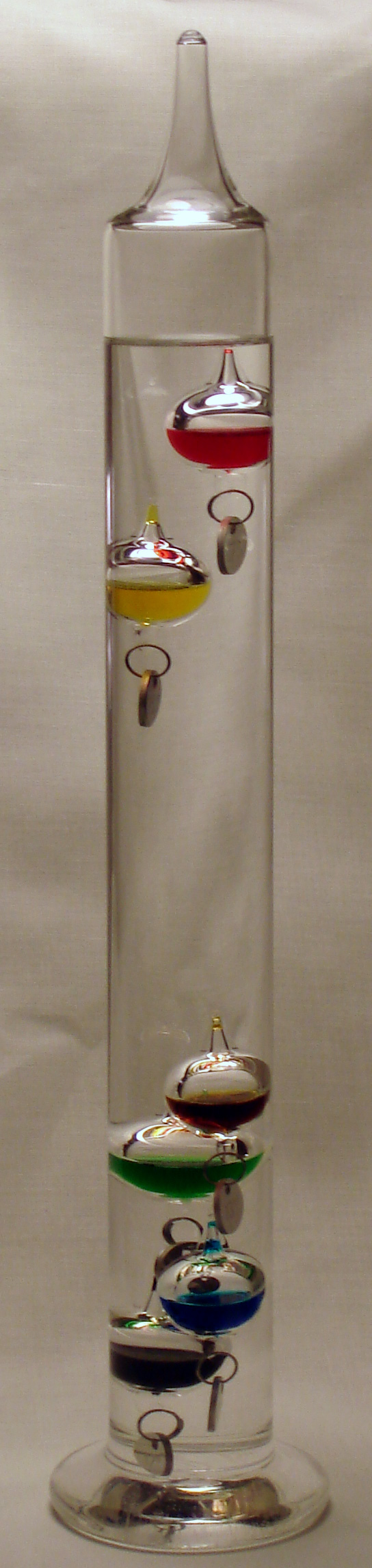
Galileotermometer.
Hur man avläser en galileotermometer.